# Sonate voor cello solo (Rautavaara)
Einojuhani Rautavaara schreef zijn Sonate voor cello solo rond 1969.
Hij liet zich inspireren door de sonates uit de tijden van de barok. Hij kwam aldus tot een sonate in de tempoverdelingen langzaam, snel, langzaam en snel:
- Libero e poetico
- Allegretto
- Tranquillo
- Molto allegro

De opening en een variatie daarvan komen in het gehele werk als motief terug. In het tweede deel verwerkte Rautavaara een citaat uit Bachs Fuga in d mineur. Het werk werd voor het eerst uitgevoerd door de Finse cellist Erkki Rautio aan wie het werk ook is opgedragen. Erkkie Rautio speelde ook een belangrijke rol in de Sonate voor cello en piano nr. 1 (terugvinden) en Sonate voor cello en piano nr. 2 (première).    